# Benigna Victima de Jesus
Benigna Victima de Jesus, nascida Maria da Conceição Santos, conhecida também como Irmã Benigna (Diamantina, 16 de agosto de 1907 — Belo Horizonte, 16 de outubro de 1981), foi uma madre superiora e religiosa brasileira. Foi declarada venerável pelo Papa Francisco no dia 18 de fevereiro de 2022.

## Biografia

### Primeiros anos
Em 16 de agosto de 1907, nasceu na cidade mineira de Diamantina, Maria da Conceição Santos. De família simples, ela recebeu de seus pais uma educação religiosa católica desde pequena. Mesmo pequenina, revelava dons divinos e manifestava vocação para a vida religiosa. Participava de celebrações da Santa Missa, coroações, procissões e reza do terço. Em sua terra natal, Irmã Benigna fez o curso primário e aprendeu a tocar vários instrumentos musicais. Como catequista e professora de violão, evangelizava crianças e adultos. 

### Vida religiosa
No dia 11 de fevereiro de 1935, dedicado a Nossa Senhora de Lourdes, Maria da Conceição Santos ingressou na Congregação das Irmãs Auxiliares de Nossa Senhora da Piedade. Em 19 de março de 1936, dia dedicado a São José, ela fez seus primeiros votos religiosos nesta congregação mineira, passando a se chamar, a partir desta data, Irmã Benigna Victima de Jesus.

### Em Itaúna
Iniciou seu apostolado prestando serviços religiosos nos locais designados pela congregação. A Casa de Caridade Manoel Gonçalves de Souza Moreira, em Itaúna/MG, foi o primeiro local onde trabalhou. Lá, fez os votos perpétuos, no dia 6 de janeiro de 1941, e diplomou-se em enfermagem. Em 1º de janeiro de 1943, foi nomeada Madre Superiora, assumindo, então, a direção desta casa. Em seu novo cargo, fundou uma maternidade que deu assistência às mães carentes.
Irmã Benigna também sofreu calúnias, tais como os rumores de uma possível gravidez e a acusação de ser uma freira comunista, sendo, pois, no ano de 1948, transferida em uma viatura policial para o Asilo São Luiz, na Serra da Piedade, em Caeté/MG, onde soube da demolição da maternidade em Itaúna.
Na Serra da Piedade, Irmã Benigna foi colocada em um chiqueiro, adquirindo, assim, várias doenças. Dr. José Nogueira, médico e amigo, ao visitá-la, percebeu a extrema fragilidade de sua saúde e, temendo o pior, comunicou o fato à diretora da casa, dizendo-lhe que a congregação seria responsabilizada por ele, caso algo acontecesse à religiosa.

### Em Lambari
Em 1950, Irmã Benigna foi designada a prestar serviços como parteira e enfermeira em um Asilo Hospital, na cidade de Lambari/MG. 

### Em Lavras
Em 1955, Irmã Benigna foi para Colégio Nossa Senhora de Lourdes, em Lavras/MG. Às alunas do colégio, ela ensinava a piedade, a fé e a devoção a Nossa Senhora. Era comum encontrar alunas aflitas pedindo a Irmã Benigna orações para irem bem nas provas. Em homenagem a Nossa Senhora de Lourdes, Irmã Benigna construiu uma gruta que foi destruída, logo depois de sua transferência para a cidade de Sabará/MG. Nesta cidade, no ano de 1960, Irmã Benigna trabalhou na Santa Casa de Misericórdia.
Em 1963, Irmã Benigna voltou a prestar seus serviços no Asilo São Luiz, lá permanecendo até 1966, quando foi chamada para ajudar na reconstrução do Lar Augusto Silva (Lavras/MG).
Irmã Benigna viveu nesta casa os últimos dezesseis anos de sua vida. Como apóstola de Jesus e devota de Nossa Senhora, auxiliava e socorria todos os necessitados. Era sempre procurada por pessoas de todas as classes sociais. Tinha grandes amigos em Belo Horizonte, Lavras e outras regiões de Minas Gerais, que sempre a amparavam nas dificuldades. Quando faltava alimento no asilo, ela ligava para esses amigos e, logo, era atendida.

### Reconhecimento
No dia 30 de junho de 1977, em reconhecimento aos trabalhos prestados à comunidade de Lavras, a Câmara Municipal da cidade, por votação unânime, conferiu a Irmã Benigna o título de cidadã honorária.

### Última obra
Em 16 de agosto de 1980, Irmã Benigna, com a ajuda dos amigos, inaugurou a Capela de São José, permitindo que celebrações eucarísticas fossem realizadas para os idosos do asilo num local mais próximo. No dia 16 de agosto de 1981, em homenagem a Nossa Senhora de Lourdes, ela inaugurou uma linda gruta, em frente à Capela de São José.

### Morte
Na noite de 12 de outubro deste mesmo ano, Irmã Benigna foi internada no CTI do Hospital Prontocor, em Belo Horizonte, com fortes dores no peito. Um marca-passo foi colocado na tentativa de salvar-lhe a vida. Mesmo com a saúde bastante debilitada, ela, no leito daquele hospital, rezava com cada um que a procurava.
No dia 16 de outubro de 1981, Irmã Benigna veio a falecer.

## Legado
Irmã Benigna, mesmo após sua morte, continua sendo uma proteção para seus admiradores. Seu nome eleva e enaltece a Congregação das Irmãs Auxiliares de Nossa Senhora da Piedade. Milhares de devotos continuam a pedir sua intercessão junto a Deus, em razão dos inúmeros milagres atribuídos a ela .
Irmã Benigna é reconhecida como a “Santa da Hora”, além de ter se tornado para seus devotos a “Santa da Salve Rainha e da Fartura”, devido à força de sua intercessão e à devoção que tinha à antífona mariana. Todas as segundas-feiras, a partir das 14h, fiéis se reuniam em oração em seu túmulo, no Cemitério do Bonfim, onde era celebrada a Santa Missa e rezada, em seguida, a Novena de Nossa Senhora do Rosário de Pompéia. Após o traslado dos restos mortais da religiosa para o Noviciado Nossa Senhora da Piedade, tanto a Santa Missa como a Novena foram transferidas para o Santuário Nossa Senhora da Conceição, no bairro Lagoinha, onde fieis devotos, mantendo mesmo dia e horário, continuam a se reunir em oração, no desejo imenso de que, dentro em breve, ela esteja em altares do Brasil e do mundo.